# Чахлово
Ча́хлово (рос. Чахлово) — присілок у складі Юргинського округу Кемеровської області, Росія.

## Населення
Населення — 34 особи (2010; 40 у 2002).
Національний склад (станом на 2002 рік):
- росіяни — 95 %